# バーニング・ラヴ (エルヴィス・プレスリーの曲)
『バーニング・ラヴ』はエルヴィス・プレスリーの1972年の楽曲、及びコンピレーション・アルバム。

## 解説
1972年10月の第3週（21〜28日）、ビルボード・ホット・チャート2位にランクインした。チャック・ベリーのマイ・ディンガリングに阻まれ惜しくも1位は獲得できなかった
サスピシャス・マインド以後の最高位で、エルヴィスにとって生前最後のトップ10ヒットとなった。
エルヴィスはこの曲にあまり魅力を感じなかったため、プロデューサーのフェルトン・ジャーヴィスとスタッフ達はエルヴィスに録音させるために説得しなければならなかった。
また、エルヴィスはこの曲の歌詞を覚えるのが大変だったようで、映画「エルビス・オン・ツアー」では歌詞を見ながら歌うシーンが見られる。
1973年1月12日のアロハ・フロム・ハワイのリハーサル・ショウでは歌詞を間違えて歌ってしまっており、本番では客席に大きな歌詞カードが用意された。
スペース・シャトル「STS-123」のミッションの際、起床時の目覚まし音としてこの曲が使用された。

## コンピレーション・アルバム
1999年にエルヴィス・プレスリーのアルバムが再発売された際に、新たに編集された準オリジナルアルバムといえる。
1972年に録音された全7曲と、発売中止となったStanding Room Onlyのために行ったライヴ録音、オリジナルアルバム未収録のシングル曲「イッツ・オンリー・ラヴ」「アイム・リーヴィン」を収録している。
「ハウンド・ドッグ」と「リトル・シスター / ゲット・バック」は「ウォーク・ア・マイル・イン・マイ・シューズ ジ・エッセンシャル70'Sマスターズ」で発表されていなかった未発表ヴァージョン。

### 発売中止となったStanding Room Only
RCAは1972年2月14日のディナー・ショウから17日までのコンサートの一部を「Standing Room Only」というアルバムを制作するために録音を行なったが、
新しい曲目だけではアルバム1枚分に満たなかったこと、
「エルヴィス・イン・ニューヨーク」と曲目がかぶること、ラスヴェガス公演のため「エルビス・オン・ツアー」のサウンドトラックとしても使用できなかったこと、
「アロハ・フロム・ハワイ」の企画が控えていた等の理由で発売中止となった。
また、「エルヴィス・イン・ニューヨーク」のジャケットは「Standing Room Only」に使用される予定だったものである。
「エルヴィス・オン・ステージVol.1」のようにスタジオ録音も含める案もあったが、ヒットシングルである「バーニング・ラヴ」が廉価版アルバムに収録されてしまったためこの案も断念された。
2009年にFollow That Dreamから「ELVIS Standing Room Only Recorded Live - On Tour」として発売された。
「Standing Room Only」ための録音の中から2月16日ミッドナイトショウから「イッツ・インポッシブル」が1973年のアルバム「フール」に収録され、「見果てぬ夢」が1978年のコンピレーションアルバム「心の旅路」に収録。
同じ2月16日ミッドナイトショウから「アメリカの祈り」がエルヴィスの希望でシングルとして発売された。
その他のライヴ音源は「ウォーク・ア・マイル・イン・マイ・シューズ ジ・エッセンシャル70'Sマスターズ」で発表された後、
「ハウンド・ドッグ」と「リトル・シスター / ゲット・バック」を加えてこの「バーニング・ラヴ」に収録され、2001年のボックスセット「エルヴィス・ライヴ・イン・ラスベガス」にも収録された。

## 収録曲
| トラック | 録音日    | 邦題                                 | 曲名                     | 作曲者                                                | 時間 |
| -------- | --------- | ------------------------------------ | ------------------------ | ----------------------------------------------------- | ---- |
| 1.       | 72/3/28   | バーニング・ラヴ                     | Burning Love             | Dennis Linde                                          | 2:50 |
| 2.       | 72/2/16MS | ネヴァー・ビーン・トゥ・スペイン     | Never Been To Spain      | Hoyt Axton                                            | 3:28 |
| 3.       | 72/2/16MS | ユー・ゲイヴ・ミー・ア・マウンテン   | You Gave Me a Mountain   | Marty Robbins                                         | 3:15 |
| 4.       | 71/5/20   | アイム・リーヴィン                   | I'm Leavin'              | Michael Jarrett, Sony Charles                         | 3:51 |
| 5.       | 71/5/20   | イッツ・オンリー・ラヴ               | It's Only Love           | Mark James, Steve Tyrell                              | 2:42 |
| 6.       | 72/3/29   | オールウェイズ・オン・マイ・マインド | Always on My Mind        | Johnny Christopher, Mark James, Wayne Carson Thompson | 3:38 |
| 7.       | 72/2/16MS | イッツ・インポッシブル               | It's Impossible          | Armando Manzanero, Sid Wayne                          | 2:52 |
| 8.       | 72/2/17DS | イッツ・オーヴァー                   | It's Over                | Jimmie Rodgers                                        | 2:20 |
| 9.       | 72/3/27   | 別離の歌                             | Separate Ways            | Red West, Richard Mainegra                            | 2:36 |
| 10.      | 72/3/28   | フール                               | Fool                     | James Last, Carl Sigman                               | 2:42 |
| 11.      | 72/2/14MS | ハウンド・ドッグ                     | Hound Dog                | Jerry Leiber, Mike Stoller                            | 1:06 |
| 12.      | 72/2/14MS | リトル・シスター / ゲット・バック    | Little Sister / Get Back | Doc Pomus, Mort Shuman / John Lennon, Paul McCartney  | 1:54 |
| 13.      | 72/2/16MS | 恋の大穴                             | A Big Hunk O' Love       | Aaron Schroeder, Sidney Wyche                         | 2:02 |
| 14.      | 72/3/27   | 故郷への道を教えて                   | Where Do I Go from Here? | Paul Williams                                         | 2:38 |
| 15.      | 72/3/27   | 心の想い出                           | For The Good Times       | Kris Kristofferson                                    | 3:12 |
| 16.      | 72/3/29   | もうすぐ逢えるね                     | It's a Matter of Time    | Clive Westlake                                        | 3:03 |
| 17.      | 72/2/16MS | アメリカの祈り                       | An American Trilogy      | Mickey Newbury                                        | 4:26 |
| 18.      | 72/2/16MS | 見果てぬ夢                           | The Impossible Dream     | Mitch Leigh, Joe Darion                               | 2:29 |

MS=ミッドナイトショウ
DS=ディナーショウ

## 参加ミュージシャン

### 1972年1月26日〜2月23日ラスヴェガス公演
- ジェームズ・バートン - James Burton リード・ギター
- ジョン・ウィルキンソン - John Wilkinson リズム・ギター
- チャーリー・ホッジ - Charlie Hodge - ギター
- ロニー・タット - Ronnie Tutt ドラムス
- ジェリー・シェフ - Jerry Scheff ベース
- グレン・D・ハーディン - Glen D. Hardin ピアノ
- ザ・スウィートインスピレーションズ(エステレ・ブラウン、シルヴィア・シェムウェル、マイナ・スミス) - The Sweet Inspirations (Estelle Brown, Sylvia Shemwell, Myrna Smith) バッキング・ヴォーカル
- キャシー・ウェストモートランド - Kathy Westmoreland バッキング・ヴォーカル
- J.D.サムナー&スタンプスカルテット(エド・エノック、ビル・ベイザー、リチャード・スターバーン、ドニー・サムナー) - J.D. Sumner & The Stamps (Ed Enoch, Bill Baize, Richard Sterben, Donnie Sumner) バッキング・ヴォーカル
- ジョー・ガルシオ&ジョー・ガルシオ・オーケストラ - Joe Guercio & Joe Guercio orchestra オーケストラ

### 1972年3月27〜29日セッション
- ジェームズ・バートン - James Burton リード・ギター
- ジョン・ウィルキンソン - John Wilkinson リズム・ギター
- チャーリー・ホッジ - Charlie Hodge ギター
- ロニー・タット - Ronnie Tutt ドラムス
- エモリー・ゴーディ - Emory Gordy ベース
- グレン・D・ハーディン - Glen D. Hardin ピアノ
- J.D.サムナー&スタンプスカルテット(エド・エノック、ビル・ベイザー、リチャード・スターバーン、ドニー・サムナー) - J.D. Sumner & The Stamps (Ed Enoch, Bill Baize, Richard Sterben, Donnie Sumner) バッキング・ヴォーカル

### 1972年4月27日オーバーダビングセッション
- デニス・リンデ - Dennis Linde ギター
- ジェリー・キャリガン - Jerry Carrigan パーカッション(カウベル)